# Подільський полугрошик

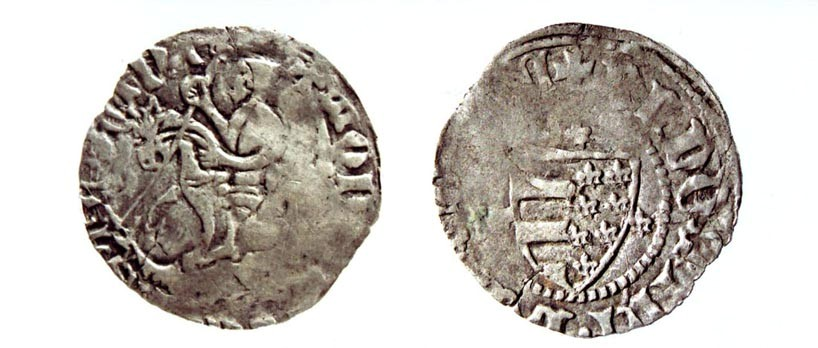
Подільський полугрошик

Поді́льський полугро́шик — карбована монета Подільського князівства. Випускалась за часів правління князя Костянтина Коріятовича (1380 — до 1391) та князя Федора Коріятовича (1388–1394). На аверсі монети Костянтина був зображений Юрій Змієборець (генеалогічний герб роду Коріятовичів), на реверсі — герб угорських королів із династії Анжу. На ранніх монетах був напис латиною: «Костянтин князь, дідич і господар Смотрича», на пізніших — «Костянтин князь, дідич і господар Поділля». Діаметр: 17,5—18,5 мм, вага: 0,8 г — 1,2 г.

## Історія монети
Подільське князівство заснували в XIV ст. князі Коріятовичі. Саме тоді українські землі від Покуття до Середнього Подніпров'я отримали історичну назву «Поділля». Поступово правління братів Коріятовичів (Юрія, Олександра, Бориса, Костянтина та Федора) — перетворило одне з периферійних князівств Великого князівства Литовського на самостійне державне утворення з суверенною зовнішньою та внутрішньою політикою.
За князя Костянтина (1380 — до 1391) почалося карбування власної монети, відомої з історичних джерел як «подільський полугрошик». Монета випускалася на високому, як для того часу рівні, що не поступався рівню карбування у Червоній Русі, Молдові, Польщі й Угорщині.
На монеті був зображений вершник, що вражає списом змія, Св. Юрій Змієборець — родовий герб Коріятовичів. Написи на монетах Костянтина виконані латиною в готичному стилі з іменем правителя та його титулами: MONETA CONSTANTINI / +DVCIS H(EREDIS ЕТ) DOMINI DE SMOTRIC {PODOLIA} («Монета Костянтина / князя, дідича та господаря Смотрича (Поділля)»).
Таким чином Костянтин на перших монетах називає своє князівство «Смотрич» (місто Смотрич було першою столицею князівства), а надалі — «Поділля».
Срібний напівгрош князя Костянтина Коріятовича мав такий вигляд: на аверсі — Юрій Змієборець, на реверсі — герб угорських королів із династії Анжу. Останній свідчить про певну васальну залежність Коріятовичів від короля Угорщини й Польщі Людовіка І (1342–1382) (відомо, що в 1377 році брати Костянтина — Олександр і Борис — склали Людовіку васальну присягу).
Крім Костянтина, свою монету також карбував останній подільський князь Федір Коріятович (1388–1394). Відома його унікальна монета — денарій із зображенням особистого княжого знаку Федора — подвійного хреста з розсіченими кінцями, який проростає з фігури, схожої на літеру «М». На іншому боці монети Федора під короною зображені дві готичні літери: «С» та «О», які більшість дослідників пов'язують з карбуванням монети в Кам'янці — «Camenec» латиницею.
Існує версія, що інший син Коріята-Михайла Гедиміновича, Дмитро Коріятович (у російських хроніках відомий як воєвода Дмитро Боброк Волинський), був одружений зі сестрою Великого князя Московського Дмитра Донського. Після цього Юрій Змієборець став гербом московських великих князів і Москви, а син Дмитра Донського — князь Василь — почав карбувати монети з зображенням святого Юрія на коні зі списом (копієм) — звідси нібито й пішла назва «копійка». Відомо також, що у Московському князівстві копійки ще називались «новгородками», а Коріят-Михайло Гедимінович був князем Новгородським (Новгородку Литовського).